# Hatch Beauchamp
Hatch Beauchamp est une paroisse civile et un village du Somerset, en Angleterre.